# Александър Дервиш
Александър Дервиш (на гръцки: Αλέξανδρος ὁ Δερβίσης) е новомъченик от XVIII век, почитан като светец от Православната църква.

## Биография
Александър е от Солун, от махалата Лаодигитрия. Родителите му, искайки да го отърват от тормоза на един турчин, го изпращат в Смирна, където Александър си намира работа при един паша. При пашата Александър приема исляма. Житието на Александър, запазено в Новия мартиролог на преподобни Никодим Светогорец, не споменава причината за смятата на вярата. Александър напуска Смирна, обикаля различни места и стига до Мека, където се покланя на гроба на Мохамед и става дервиш. Както дервишки проповедник обикаля градове и села и проповядва исляма. Постепенно обаче християнското чувство започва да се завръща у Александър и той започва да критикува османците за отношението им към християните. В Рахити, Египет, критски турци се опитват да го убият, но предупреден той успява да избяга.
През 1784 година посещава родния си Солун, а след това обикаля различни места. Десет години по-късно, през 1794 година, по време на Великия пост, Александър пристига на Хиос и отива на църква, за да участват в служба. Като дервиш проповядва милосърдие, благоразумие и добродетел.
След Хиос заминава за Смирна, мястото на вероотстъпничеството му. Една седмица преди Петдесетница, във вторник, се появява пред кадията на града, и заявява своята вяра в единия истински Бог и хвърля дервишката шапка. Първоначално мюсюлманите го смятат за луд и се опитват да го убедят да престане с този спектакъл, но впоследствие е арестуван. На следващия ден Александър е доведен за втори път пред кадията и отново въпреки всички заплахи и ласкателства отхвърля вярата в Мохамед. В петък, свещения за мюсюлманите ден, Александър е разпитан за трети път и след поредния му отказ е осъден на смърт. Докато е воден към мястото за екзекуции, ходжата продължава да го убеждава да се върне към исляма, но напразно. На 26 май 1794 година Александър е обезглавен. Православната църква го обявява за мъченик.